# Berekutca

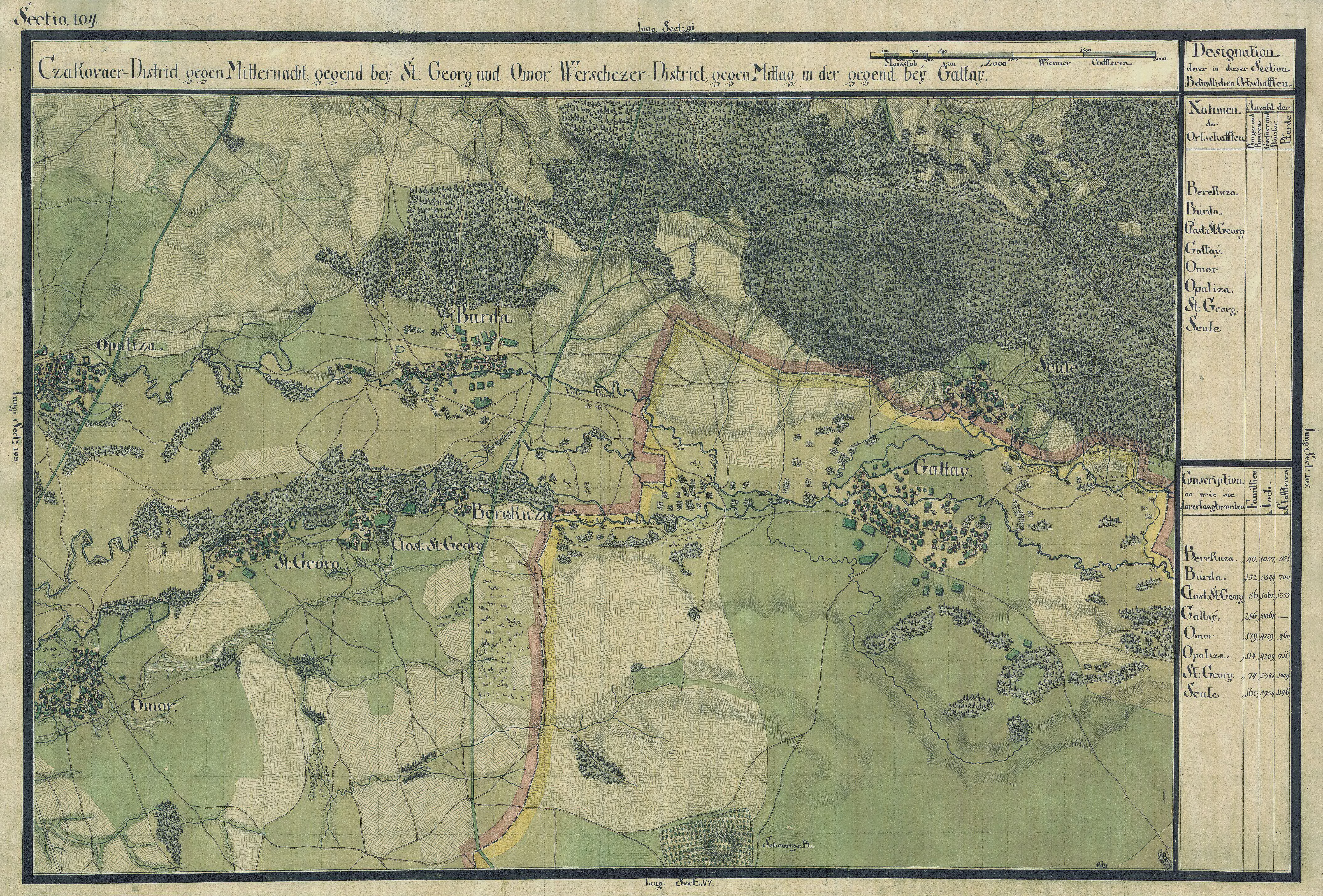
Berekutca egy régi térképen

Berekutca (románul: Berecuța) település Romániában, a Bánságban, Temes megyében.

## Fekvése
Temesvártól délre, a Berzava mellett, Gátalja és Monostorszentgyörgy közt fekvő település.

## Története
Berekutca nevét 1458-ban Berek néven említette először oklevél. 1723-ban Berekuza, 1808-ban  Berekúcza, 1913-ban Berekutca néven írták.
1458-ban a Dóczi család birtoka volt. Az 1717. évi kamarai jegyzék a csákovai kerülethez tartozónak írta. A Mercy féle térképen Bereckuza alakban, lakott helyként szerepelt. 1779-ben Temes vármegyéhez csatolták.  1848-ig a kamara volt a település földesura.
1813-ban nagy kolerajárvány pusztított a településen.
1910-ben 302 lakosából 299 román volt. Ebből 3 görögkatolikus, 298 görögkeleti ortodox volt.
A település határán vezet keresztül az egykori római sánc.
A trianoni békeszerződés előtt Temes vármegye Dettai járásához tartozott.